# Der Bethlehemitische Kindermord (Bruegel)
Der Bethlehemitische Kindermord ist ein um 1565 entstandenes Gemälde Pieter Bruegels des Älteren. Das 109 cm × 158 cm messende Ölbild auf Eichenholz ist nach einer Szene aus dem Matthäusevangelium benannt (Mt 2,16 )  und gehört zur Royal Collection im Windsor Castle.
Die bekannteste Kopie befindet sich im Kunsthistorischen Museum in Wien, Saal 10.

## Original im Windsor Castle
Das Bild dürfte ursprünglich tatsächlich einen Bethlehemitischen Kindermord gezeigt haben, durch umfangreiche Übermalungen ist dieser Titel heute allerdings nicht mehr ohne Weiteres nachvollziehbar: Allem Anschein nach wird ein winterliches flämisches Dorf geplündert. Die Fußsoldaten sind als einheimische Flamen gekleidet und die in rote Jacken gekleideten Reiter als wallonische Söldner, die schwarz gepanzerten Reiter in der Bildmitte sind durch die senkrecht gehaltenen Lanzen als spanische Truppen zu identifizieren. Rechts umringen hilfesuchende Dorfbewohner einen Herold, der die Aktion überwacht, links im Vordergrund kniet aus demselben Grund ein Bauer vor einem berittenen wallonischen Söldner nieder. Die Dorfstraße führt in einer Kurve zu einer Brücke, auf der ein Reiter positioniert ist. Die Dorfkirche ist aus der Mitte versetzt. Nachdem der Horizont durch Hausdächer verdeckt ist, macht das Bild einen abgeschlossenen, platzartigen Eindruck.
Es ist offenbar eine spanische Strafexpedition gegen ein unbotmäßiges niederländisches Dorf (siehe auch Abschnitt: Historischer Kontext). Die Plünderer rauben und töten Tiere und zerstechen Stoffbündel, am rechten unteren Rand tritt einer die Tür zu einer Gastwirtschaft ein, während andere durch ein Fenster einsteigen. Ganz im Vordergrund rechts befindet sich ein Wasserloch mit darin liegenden Fässern und Baumstämmen, rechts davon stehen zwei Hutweiden. Das Hauptgeschehen findet gut sichtbar in der Bildmitte statt, ist also nicht versteckt, wie in etwa der Kreuztragung oder der Bekehrung des Paulus.

## Kopie in Wien
Das Ölbild auf Eichenholz im Kunsthistorischen Museum Wien, Saal 10 (4. Viertel des 16. Jahrhunderts, Inv.-Nr. GG 1024) wurde lange als das Original angesehen. Es ist 1610–1619 in der Neuen Burg nachweisbar, 1748 gelangte es aus der Schatzkammer in die Gemäldegalerie.
Heute wird darin zwar eine Kopie Pieter Brueghels des Jüngeren oder seiner Werkstatt vermutet, allerdings ist es auch die qualitativ beste. Sie gibt Rückschlüsse auf das ehemalige Aussehen des Originals, denn hier töten die Söldner tatsächlich Kinder. Einige der auffälligsten Unterschiede (von links nach rechts): Eine Frau beugt sich über ihr erstochenes Kind, in der älteren Fassung über Brote und andere Gegenstände. In der Bildmitte stechen die Fußsoldaten auf Wickelkinder ein, im „Original“ auf Truthähne. Rechts bedroht ein Soldat ein Kind in den Armen einer Mutter, im älteren Bild hält die Frau lediglich einen großen Krug. Das Schild am Wirtshaus rechts trägt die Aufschrift „Dit is inde ster“ (Zum Stern) und verweist damit auf die Herberge, in der Maria und Josef keinen Platz fanden. Im Bild in Windsor ist der Stern übermalt und die letzten drei Buchstaben sind unkenntlich gemacht.
Die Wiener Kopie ist auf 116 × 160 cm beschnitten, die Signatur ist halb abgeschnitten: rechts unten BRVEG.

## Geschichte
Bruegels Biograf Karel van Mander erwähnt das noch unversehrte Originalbild (oder eine der Kopien) 1604 in seinem Schilderboek:

„Von dem kundigen Bruegel ohne Fehl / Noch in einem Kindermord ist zu sehen / Totenblass eine in Ohnmacht gefallene Mutter / Ja, eine traurige Sippe / zu dem Herold [sich wendet] / Um eines Kindes Leben [zu] erbitten / an dem wohl genug Mitleid zu erspähen ist / Doch er zeigt des Königs Erlass mit Sätzen schmerzlich / Dass man mit niemandem darf sein barmherzig.“

In einer Randbemerkung erwähnt van Mander überdies, dass sich das Stück vermutlich beim „Kayser Rhodolphus“ (Kaiser Rudolf) befinde. Deshalb wurde die Kopie im Kunsthistorischen Museum lange Zeit als das Original angesehen.
Das Bild ist 1621 in der Prager Schatz- und Kunstkammer als „Eine dorfblindering vom alten Prügl“ nachweisbar, 1647/48 wird es nochmals erwähnt. Nach dem Westfälischen Frieden, der den Dreißigjährigen Krieg beendete, brachte es die schwedische Armee wohl mit anderen Gemälden nach Schweden, jedenfalls taucht es 1652 in der Sammlung Königin Christinas wieder auf. 1654/55 reiste die Königin nach Rom und nahm dabei einen Teil ihrer Sammlung mit. Bereits in Antwerpen und Brüssel ließ sie zehn Gemälde zurück, darunter den Kindermord. 1660 kaufte es in Breda der während Cromwells Herrschaft exilierte englische König Karl II. Als “villadge with souldiery” (deutsch: „Dorf mit Militär“) ist es 1662 in der King’s Privy Gallery im Palast zu Whitehall zu finden, wo es bis zum Beginn des 18. Jahrhunderts blieb. Zur Zeit von Königin Anne 1702–1707 befand es sich in Hampton Court, danach in Somerset House und Kensington. Die Zuschreibung an Pieter Bruegel dem Älteren stammt erstmals 1819 aus einem Inventar von Carlton House. Eine spätere Station war Schloss Windsor und seit 1901 gehörte es zur Sammlung in Hampton Court. Heute (Stand 2017) befindet es sich im Windsor Castle (King’s Dressing Room).

## Forschung
In der modernen Forschung vermutete erstmals der britische Kunsthistoriker Kenneth Clark 1941/42 eine Urheberschaft Pieter Bruegels des Älteren. 1955 wurden an dieser Fassung und dem Bild in Wien Röntgenuntersuchungen durchgeführt. Bei der Fassung in Windsor entspricht die Unterzeichnung weitgehend dem Gemalten, was für ein Original spricht, außerdem ist der Pinselstrich etwas gröber und expressiver als am Wiener Bild, das obendrein noch einige Detailfehler aufweist – so ist das Zaumzeug der Pferde, etwa das des Herolds, falsch dargestellt.

## Historischer Kontext
Philipp der II., der Sohn Kaiser Karls V., hatte im Sommer 1559 nach dem gewonnenen Krieg gegen Frankreich seinen Sitz von Brüssel nach Kastilien verlegt, was in den Niederlanden als Degradierung empfunden wurde. Immerhin ernannte er seine Halbschwester Margarethe von Parma, eine gebürtige Flämin, zur Generalstatthalterin über die siebzehn Provinzen. Die einzelnen Provinzen, die relativ große Eigenständigkeit besaßen, erhielten wiederum eigene einheimische Adelsführer als Statthalter.
Bald flammte jedoch Streit auf über die Neuordnung der Bistümer und die noch aus der Regierungszeit Karls V. stammenden Ketzergesetze gegen Protestanten. Von den Adelsführern aus strategischen Gründen begünstigt, breitete sich der radikale Calvinismus aus, dessen Anhänger einen Gottesstaat forderten. Auf dem Höhepunkt des Konflikts kam es im August 1566 zu einem sechstägigen Bildersturm, während dessen mehr als vierhundert Kirchen verwüstet wurden. Als Reaktion darauf setzte Philipp der II. seine Halbschwester ab und ernannte Álvarez de Toledo (Herzog Alba) zum neuen Statthalter. Anfänglich konnte dieser den Aufstand erfolgreich niederschlagen, aber (unter anderem) die Einführung hoher Steuern fachte den Aufruhr wieder an, der schließlich im Verlauf des Achtzigjährigen Krieges zur Teilung des Landes in einen katholischen Süden (Belgien) und protestantischen Norden (heutige Niederlande) führte.